# Nothing Means Everything
Nothing Means Everything - debiutancki album szkockiego zespołu The Dykeenies, grającego indie rock. Został wydany w 2007 roku.

## Lista utworów
1. The Panic
2. Waiting For Go
3. Stitches
4. Clean Up Your Eyes
5. Pick You Up
6. New Ideas
7. In & Out
8. Things You Cannot See
9. Symptoms
10. Lose Ourselves
11. Feels Like Sleep